# Gårdsrätt
Gårdsrätt är den svenska benämningen på den jurisdiktion som den europeiska adeln utövade över sina underhavanden och de rättsnormer som då skulle följas.

## England
I England fanns det två former av gårdsrätt, i den ena court baron (curia baronis)(la court de seigneur) utövade godsherren (lord of the manor) den jurisdiktion som han hade efter feodalrätten, i den andra court leet den jurisdiktion i brottmål som han eventuellt hade fått delegerad från konungen. Vid court leet dömdes med jury, dombok skulle föras och det gick att  vädja mot domen i högre rätt (kunglig domstol). Så länge livegenskapen bestod var juryn endast sammansatt av fria män, då livegna inte kunde avlägga ed. De regleringar av bylivet som i Sverige gjordes genom bystämmor kom i England att göras av court baron. Court leet styrdes av de regler som fanns inom common law, medan court baron av den sedvanerätt som fanns vid varje enskilt gods (manor).
Med tiden sammansmälte court leet och court baron. Formellt behöll court leet sin brottmålsjurisdiktion till 1977. Det finns fortfarande court leet på vissa håll i England. De har nu till uppgift att reglera gemensamma angelägenheter, till exempel att förvalta allmänningar. Särskilt viktig är court leet för Laxton i Nottinghamshire, den enda byn i England där åkermarken fortfarande är tegskiftad.

## Frankrike
Under tidigmodern tid fanns det i Frankrike tre nivåer av gårdsrätt (justice seigneuriale) som en godsägare kunde utöva, beroende på de privilegier han innehade.
- Haute justice, där gårdsrätten hade full jurisdiktion i alla brottmål och tvistemål. Dödsstraff kunde utdömas, men fick inte verkställas förrän de godkänts av de kungliga domstolarna (parlamenten).

- Moyenne justice, där gårdsrätten hade brottmålsjurisdiktion över våldsbrott och stölder. Dödsstraff kunde utdömas, men fick inte verkställas förrän de godkänts av de kungliga domstolarna (parlamenten). I praktiken spelade dessa gårdsrätter framförallt en viktig roll i civilmål rörande fast egendom och minderårigas rätt och förmyndarskap.

- Basse justice, där gårdsrätten avgjorde mål som rörde avrad, dagsverken och andra avgifter till godsägaren samt övertagande av åborätt för godsets landbor. Den kunde också rannsaka mindre brottmål och utdöma böter av mindre storlek.

Hade en godsägare undervasaller, utövades moyenne justice och basse justice av dessa.
Gårdsrätterna möttes en gång om året, vid ett ting som kallades plaid général eller assises. Som ämbetsmän vid gårdsrätterna utnämnde godsherren adliga underlydande. Genom en kunglig förordning 1670 reserverades vissa mål för de kungliga domstolarna. Denna förordning stadgade också att de kungliga fogdarna kunde utreda brottmål som föll under gårdsrätternas jurisdiktion, om dessa inte agerade inom 24 timmar. På grund av detta så reducerades ofta i praktiken de mål som kom att behandlas enligt gårdsrätten till sådana som gällde bygrannar, åkermarker och vägar. Det samtida omdömet om gårdsrätterna är varierande; några pekade på deras girighet och inkompetens, andra på deras närhet och snabbhet. 1788 års reformlagstiftning tvingade godsägaren att förse gårdsrätterna med juridiskt kompetenta domare och tillät alltid besvär till kunglig domstol. Efter den franska revolutionen avskaffades gårdsrätten på sommaren 1789.

## Skandinavien
Gårdsrätt var i Skandinavien en samling rättsnormer, som ursprungligen gällde på kungliga slott och senare även på adelns borgar och gårdar. Dessa innehöll huvudsakligen disciplinära bestämmelser, men även fastställda straff för olika brott. Dessa straff var hårdare än i den allmänt gällande rätten. Denna typ av rättssamlingar finns såväl för Sverige som för Danmark och Norge.
Sveriges äldsta gårdsrätt hänförs till Magnus Erikssons regering (1319-63) och Danmarks till Erik av Pommern (1396-1439). Den äldsta norska rättskällan av detta slag är känd under namnet "Konung Hakons Borgararéttr" och härrör antagligen från Håkon Magnussons tid (1299-1319). Vad gäller dessa rättskällors ursprung och inbördes förhållande, har de sannolikt från början varit privata samlingar och att till grund för dessa legat en gammal svensk samling. De fick sedermera officiell stadfästelse av en och annan kung; Erik av Pommern bekräftade gårdsrätten både för Sverige och för Danmark i början av 1400-talet.
I Sverige var denna juridiska ordning ovanlig. Det förekom dock att enskilda personer som tillhörde riksrådet kunde ha särskilda gårdsrätter på sina huvudgårdar. Detta gällde åtminstone tre medeltida sätesgård; Torpa i Kinds härad i Västergötland, Bergkvara i Kinnevalds härad i Småland och Ängsö i Yttertjurbo härad i Västmanland. Dessa gods hade egna borgrätter som inte bara omfattade tjänstefolketet vid sätesgårdarna utan även de landbor som bodde i omgivningen.
Om man bortser från de gamla hirdlagarna, kan gårdsrätterna betraktas som de äldsta källorna för nordisk militärlagstiftning. Under 1500-talet gjordes en tydlig åtskillnad mellan krigslagstiftningen och gårdsrätterna, men de senare fick i stället en ny betydelse som rättskällor för adelns husdisciplinära myndighet på slott och gårdar. Redan i den förut nämnda Eriks av Pommern gårdsrätt sägs, att den skulle få tillämpas av biskopar, riddare och svenner, som tillhörde rådet, såväl som av konungens hovmän och ämbetsmännen. Och den gårdsrätt, som Fredrik II 1562 utfärdade för Danmark och Norge, fick även adeln tillämpa på sina borgar, varigenom den erhöll makt att tämligen godtyckligt förfara mot sina underlydande, en makt, som den danska adeln behöll ända till senaste delen av 1700-talet.
Även i Sverige utfärdades under 1500- och 1600-talen flera kungliga gårdsrätter, från Gustav Vasas gårdsrätt 1544 till och med Karl X Gustavs hovartiklar 1655, som gällde konungarnas hovtjänare och hertigarna, vilka vid sina slott och gårdar tillämpade gårdsrätter som de själva utfärdat. Den svenska adeln eftersträvade dock förgäves förmånen att få tillämpa de kungliga gårdsrätterna vid sina gods. Först vid slutet av Karl XI:s förmyndarstyrelse lyckades adeln, 1671, genomdriva en särskild gårdsrätt eller husdisciplin, enligt vilken adeln kunde straffa sitt tjänstefolk med böter, kroppsstraff och fängelse vid vatten och bröd. Denna gårdsrätt upphävdes dock redan 1675, eftersom de ofrälse stånden motsatte sig densamma.
Den jurisdiktion, som grevarna tidigare kunnat utöva inom sina grevskap, försvann då dessa förläningar genom reduktionen indrogs. I slutet av sin regering (1692) upphävde Karl XI även den särskilda domsrätt, i form av hals- och handrätt samt borgrätt, som genom särskilda privilegier tillerkänts innehavarna av vissa gods. I de adliga privilegierna av 1719 fick adelsmannen rätt att låta näpsa sina bönder och tjänare för små förbrytelser, uppstudsigheter och försummelser, samtidigt som en gårdsrätt och husdisciplin utlovades. Denna kom dock aldrig till stånd, och bestämmelsen om detta ströks i 1723 års privilegier även om adelns rätt att näpsa sina bönder och tjänare behölls.